# غيتس ميلز (أوهايو)
غيتس ميلز (بالإنجليزية: Gates Mills, Ohio)‏ هي قرية تقع في الولايات المتحدة في مقاطعة كاياهوغا، أوهايو. يقدر عدد سكانها بـ 2,270 نسمة ومساحتها 23.57 كم2 وترتفع عن سطح البحر 219 متر.

## التركيبة السكانية
قام مكتب تعداد الولايات المتحدة بتحديد بيانات التركيبة السكانية لغيتس ميلز في تعداد الولايات المتحدة. في ما يلي، التركيبة السكانية حسب تعدادي 2000 و2010.

### تعداد عام 2000
بلغ عدد سكان غيتس ميلز 2,493 نسمة بحسب تعداد عام 2000، وبلغ عدد الأسر 925 أسرة وعدد العائلات 750 عائلة مقيمة في القرية. في حين سجلت الكثافة السكانية 274.2 نسمة لكل ميل مربع (105.9/كم2). وبلغ عدد الوحدات السكنية 974 وحدة بمتوسط كثافة قدره 107.1 نسمة لكل ميل مربع (41.4/كم2).
وتوزع التركيب العرقي للقرية بنسبة 94.10% من البيض و 0.20% من الأمريكيين الأصليين و 3.49% من الأمريكيين ذوي الأصول الآسيوية و 0.92% من الأمريكيين الأفارقة و 1.16% من عرقين مختلطين أو أكثر.
بلغ عدد الأسر 925 أسرة كانت نسبة 33.1% منها لديها أطفال تحت سن الثامنة عشر تعيش معهم، وبلغت نسبة الأزواج القاطنين مع بعضهم البعض 74.9% من أصل المجموع الكلي للأسر، ونسبة 4.5% من الأسر كان لديها معيلات من الإناث دون وجود شريك، وكانت نسبة 18.9% من غير العائلات. تألفت نسبة 16.8% من أصل جميع الأسر من أفراد ونسبة 7.7% كانوا يعيش معهم شخص وحيد يبلغ من العمر 65 عاماً فما فوق. وبلغ متوسط حجم الأسرة المعيشية 3.00، أما متوسط حجم العائلات فبلغ 2.67.
بلغ العمر الوسطي للسكان 47 عاماً. وكانت نسبة 24.1% من القاطنين تحت سن الثامنة عشر، وكانت نسبة 4.8% بين الثامنة عشر والأربعة وعشرون عاماً، ونسبة 17.6% كانت واقعةً في الفئة العمرية ما بين الخامسة والعشرون حتى والأربعة وأربعون عاماً، ونسبة 35.3% كانت ما بين الخامسة والأربعون حتى الرابعة والستون، ونسبة 18.2% كانت ضمن فئة الخامسة والستون عاماً فما فوق. يوجد لكل 100 أنثى 97.4 ذكر، ويوجد لكل 100 أنثى في الثامنة عشر من عمرها فما فوق 94.9 ذكر.
بلغ متوسط دخل الأسرة في القرية 133,605 دولار، أما متوسط دخل العائلة فبلغ 161,350 دولار. وكان متوسط دخل الذكور 100,000 دولار مقابل 50,761 دولار للإناث. وسجل دخل الفرد الخاص بالقرية 74,732 دولار. وكانت نسبة 1.0% من العائلات ونسبة 1.1% من السكان تحت خط الفقر، ولا أحد منهم تحت سن الثامنة عشر ونسبة 4.1% في الخامسة والستين من العمر وما فوق.

### تعداد عام 2010
بلغ عدد سكان غيتس ميلز 2,270 نسمة بحسب تعداد عام 2010، وبلغ عدد الأسر 919 أسرة وعدد العائلات 698 عائلة مقيمة في القرية. في حين سجلت الكثافة السكانية 253.1 نسمة لكل ميل مربع (97.7/كم2). وبلغ عدد الوحدات السكنية 992 وحدة بمتوسط كثافة قدره 110.6 لكل ميل مربع (42.7/كم2).
وتوزع التركيب العرقي للقرية بنسبة 93.0% من البيض و 0.1% من الأمريكيين الأصليين و 4.0% من الأمريكيين ذوي الأصول الآسيوية و 1.3% من الأمريكيين الأفارقة و 1.2% من عرقين مختلطين أو أكثر.
بلغ عدد الأسر 919 أسرة كانت نسبة 23.3% منها لديها أطفال تحت سن الثامنة عشر تعيش معهم، وبلغت نسبة الأزواج القاطنين مع بعضهم البعض 68.8% من أصل المجموع الكلي للأسر، ونسبة 4.7% من الأسر كان لديها معيلات من الإناث دون وجود شريك، بينما كانت نسبة 2.5% من الأسر لديها معيلون من الذكور دون وجود شريكة وكانت نسبة 24.0% من غير العائلات. تألفت نسبة 21.7% من أصل جميع الأسر من أفراد ونسبة 10.2% كانوا يعيش معهم شخص وحيد يبلغ من العمر 65 عاماً فما فوق. وبلغ متوسط حجم الأسرة المعيشية 2.84، أما متوسط حجم العائلات فبلغ 2.45.
بلغ العمر الوسطي للسكان 52.5 عاماً. وكانت نسبة 18.2% من القاطنين تحت سن الثامنة عشر، وكانت نسبة 6% بين الثامنة عشر والأربعة وعشرون عاماً، ونسبة 13.4% كانت واقعةً في الفئة العمرية ما بين الخامسة والعشرون حتى والأربعة وأربعون عاماً، ونسبة 39% كانت ما بين الخامسة والأربعون حتى الرابعة والستون، ونسبة 23.4% كانت ضمن فئة الخامسة والستون عاماً فما فوق. وتوزع التركيب الجنسي للسكان بنسبة 50.7% ذكور و49.3% إناث.